# Verein für Rasensport Wormatia Worms 2011-2012
Questa voce raccoglie le informazioni riguardanti il Verein für Rasensport Wormatia Worms nelle competizioni ufficiali della stagione 2011-2012.

## Stagione
Nella stagione 2011-2012 il Wormatia, allenato da Ronny Borchers, concluse il campionato di Regionalliga sud al 4º posto.

## Rosa
| N. |                     | Ruolo | Calciatore      |
| -- | ------------------- | ----- | --------------- |
| 1  | Germania (bandiera) | P     | Kevin Knödler   |
| 2  | Germania (bandiera) | D     | Artur Krettek   |
| 3  | Germania (bandiera) | D     | Tim Bauer       |
| 4  | Germania (bandiera) | D     | Marco Metzger   |
| 5  | Germania (bandiera) | D     | Nico Müller     |
| 6  | Ungheria (bandiera) | D     | Vilmos Szalai   |
| 7  | Germania (bandiera) | C     | Martin Röser    |
| 8  | Germania (bandiera) | C     | Martin Gollasch |
| 9  | Germania (bandiera) | A     | Michael Schürg  |
| 10 | Germania (bandiera) | C     | Kevin Wittke    |
| 11 | Germania (bandiera) | A     | Christian Henel |
| 13 | Germania (bandiera) | C     | Daniele Toch    |

| N. |                     | Ruolo | Calciatore       |
| -- | ------------------- | ----- | ---------------- |
| 14 | Marocco (bandiera)  | A     | Younes Bahssou   |
| 16 | Germania (bandiera) | C     | Nico Pantano     |
| 17 | Germania (bandiera) | C     | Renato Tusha     |
| 18 | Germania (bandiera) | D     | Christoph Böcher |
| 20 | Germania (bandiera) | C     | Marcel Abele     |
| 21 | Germania (bandiera) | C     | Jacob Ammann     |
| 22 | Germania (bandiera) | D     | Marco Stark      |
| 23 | Germania (bandiera) | D     | Sandro Rösner    |
| 24 | Germania (bandiera) | P     | Nico Adami       |
| 26 | Germania (bandiera) | A     | Lucas Oppermann  |
| 31 | Germania (bandiera) | C     | Sven Oswald      |
| 33 | Germania (bandiera) | A     | Romas Dressler   |

## Organigramma societario
Area tecnica
- Allenatore: Ronny Borchers
- Allenatore in seconda: Volker Berg
- Preparatore dei portieri:
- Preparatori atletici:
- Analisi video:

## Calciomercato

### Sessione estiva
| Acquisti | Acquisti          | Acquisti             | Acquisti |
| R.       | Nome              | da                   | Modalità |
| -------- | ----------------- | -------------------- | -------- |
| C        | Daniele Toch      | Darmstadt            |          |
| A        | Christian Henel   | Darmstadt            |          |
| C        | Marcel Abele      | Siegen               |          |
| C        | Jacob Ammann      | Hoffenheim II        |          |
| A        | Younes Bahssou    | Rot-Weiß Darmstadt   |          |
| D        | Tim Bauer         | Aalen                |          |
| C        | Benjamin Bischoff | Ludwigshafener SC    |          |
| D        | Marco Metzger     | Hoffenheim U19       |          |
| D        | Nico Müller       | Homburg              |          |
| A        | Michael Schürg    | Darmstadt            |          |
| C        | Renato Tusha      | Kickers Offenbach II |          |

| Cessioni | Cessioni           | Cessioni                   | Cessioni |
| R.       | Nome               | a                          | Modalità |
| -------- | ------------------ | -------------------------- | -------- |
| A        | Patrick Barnes     | Viktoria Urberach          |          |
| D        | Mario Cuc          | Arminia Ludwigshafen       |          |
| A        | Dennis Förster     | Reutlingen                 |          |
| C        | Marc Heidenmann    | SV Alemannia Waldalgesheim |          |
| A        | Rudi Hübner        | Darmstadt                  |          |
| D        | Artur Krettek      | Siegen                     |          |
| D        | Matthias Lang      | Pfeddersheim               |          |
| D        | Niels Magin        | SV Gonsenheim              |          |
| A        | Isaac Ojigwe       | Eintracht Wetzlar          |          |
| D        | Robin Schittenhelm | Pfeddersheim               |          |
| D        | Frank Schröer      | Bayern Alzenau             |          |
| A        | Fabio Silveira     | Wiesbaden                  |          |
| P        | Christian Steiner  | FV Hofheim/Ried            |          |
| C        | Martin Wagner      | Waldhof Mannheim           |          |

### Sessione invernale
| Acquisti | Acquisti      | Acquisti  | Acquisti |
| R.       | Nome          | da        | Modalità |
| -------- | ------------- | --------- | -------- |
| D        | Vilmos Szalai | Újpest II |          |

| Cessioni | Cessioni | Cessioni | Cessioni |
| R.       | Nome     | a        | Modalità |
| -------- | -------- | -------- | -------- |

## Risultati

### Regionalliga

#### Girone di andata
| Arbitro: | Göpferich |

|                             |           |            |
| Rösner 7’, 58’ Gollasch 54’ | Marcatori | 75’ Sprung |

| Arbitro: | Wander |

|            |           |                             |
| Gordon 11’ | Marcatori | 26’ Bahssou 47’, 50’ Schürg |

| Arbitro: | Ostheimer |

|  |           |                              |
|  | Marcatori | 50’ (rig.) Cimen 90’ Nəzərov |

| Arbitro: | Sather |

|                              |           |                              |
| Azemi 21’ Maas 35’ Klaus 61’ | Marcatori | 72’ Schürg 90’ (rig.) Wittke |

| Arbitro: | Börner |

|                                                     |           |  |
| Röser 43’ Toch 46’ Schürg 49’, 77’ Bauer 70’ (rig.) | Marcatori |  |

| Arbitro: | Pflaum |

|                                                       |           |  |
| Klingmann 5’ Herdling 41’, 51’ Groß 43’, 56’ Gyau 63’ | Marcatori |  |

| Arbitro: | Bartsch |

|                       |           |  |
| Heikenwälder 79’, 81’ | Marcatori |  |

| Arbitro: | Wingenbach |

|                                |           |         |
| Ammann 10’ Schürg 43’ Toch 81’ | Marcatori | 9’ Wolf |

| Arbitro: | Zacher |

|                                        |           |                                   |
| Plavci 40’ Braun-Schumacher 77’ (rig.) | Marcatori | 29’ Schürg 32’ Rösner 90’ Bahssou |

| Arbitro: | Kampka |

|                           |           |  |
| Schürg 7’, 12’ Wittke 50’ | Marcatori |  |

| Arbitro: | Kempter |

|           |           |         |
| Kriks 89’ | Marcatori | 7’ Toch |

| Arbitro: | Foltyn |

|                     |           |                        |
| Toch 20’ Ammann 50’ | Marcatori | 12’ Eckstein 69’ Maroh |

| Arbitro: | Beck |

|                                  |           |  |
| van der Meulen 19’ Sène 54’, 87’ | Marcatori |  |

| Arbitro: | Dietz |

|                        |           |                              |
| Oppermann 52’ Toch 82’ | Marcatori | 8’ Dulleck 35’ (aut.) Rösner |

| Arbitro: | Welz |

|  |           |                         |
|  | Marcatori | 10’ Röser 86’ Oppermann |

| Arbitro: | Kalbhenn |

|  |           |                           |
|  | Marcatori | 63’ Fiand 85’ Skarlatidis |

| Arbitro: | Fritz |

|          |           |               |
| Höhn 23’ | Marcatori | 64’ Oppermann |

#### Girone di ritorno
| Arbitro: | Sevinc |

|  |           |             |
|  | Marcatori | 7’ Gollasch |

| Arbitro: | Frömel |

|                           |           |  |
| Schürg 17’, 45’ Röser 69’ | Marcatori |  |

| Arbitro: | Brauer |

|             |           |                          |
| Álvarez 45’ | Marcatori | 24’ Oppermann 67’ Rösner |

| Arbitro: | Pfeifer |

|                           |           |          |
| Bauer 50’ (rig.) Toch 90’ | Marcatori | 70’ Geis |

| Arbitro: | Jöllenbeck |

|  |           |                                        |
|  | Marcatori | 10’ (rig.) Bauer 67’ (aut.) Hofstetter |

| Arbitro: | Rott |

|                   |           |              |
| Gollasch 21’, 48’ | Marcatori | 54’ Herdling |

| Arbitro: | Baitinger |

|             |           |  |
| Metzger 38’ | Marcatori |  |

| Arbitro: | Zacher |

|                  |           |                  |
| Gaede 48’ (rig.) | Marcatori | 50’ (rig.) Bauer |

| Arbitro: | Steinberg |

|                  |           |                      |
| Bauer 67’ (rig.) | Marcatori | 24’ Braun-Schumacher |

| Arbitro: | Münch |

|  |           |                                                      |
|  | Marcatori | 17’ Gollasch 45’ Dressler 77’ (rig.) Bauer 89’ Henel |

| Arbitro: | Valentin |

|                         |           |                          |
| Wittke 38’ Dressler 64’ | Marcatori | 16’ Gondorf 48’ Grüttner |

| Arbitro: | Klemm |

|            |           |              |
| Görtler 6’ | Marcatori | 48’ Dressler |

| Worms 21 aprile 2012, ore 14:00 CEST 30ª giornata | Wormatia Worms | 0 – 0 referto | Bayern Monaco II | EWR-Arena (2 424 spett.)\| Arbitro: \| Kampka \| |
| Arbitro:                                          | Kampka         |               |                  |                                                  |

| Arbitro: | Kempkes |

|                                    |           |             |
| Dulleck 40’ Zoller 63’ Piossek 67’ | Marcatori | 29’ Metzger |

| Arbitro: | Weickenmeier |

|           |           |               |
| Bauer 72’ | Marcatori | 30’ Scheuring |

| Arbitro: | Cortus |

|                                              |           |  |
| Morys 23’, 31’, 36’ Ismaili 51’ Szimayer 71’ | Marcatori |  |

| Arbitro: | Meisberger |

|                             |           |                        |
| Dressler 1’, 50’ Rösner 63’ | Marcatori | 25’ Bouziane 83’ Klein |

## Statistiche

### Statistiche di squadra
| Competizione     | Punti | In casa | In casa | In casa | In casa | In casa | In casa | In trasferta | In trasferta | In trasferta | In trasferta | In trasferta | In trasferta | Totale | Totale | Totale | Totale | Totale | Totale | DR |
| Competizione     | Punti | G       | V       | N       | P       | Gf      | Gs      | G            | V            | N            | P            | Gf           | Gs           | G      | V      | N      | P      | Gf     | Gs     | DR |
| ---------------- | ----- | ------- | ------- | ------- | ------- | ------- | ------- | ------------ | ------------ | ------------ | ------------ | ------------ | ------------ | ------ | ------ | ------ | ------ | ------ | ------ | -- |
| Regionalliga sud | 58    | 17      | 9       | 6       | 2       | 33      | 18      | 17           | 7            | 4            | 6            | 24           | 30           | 34     | 16     | 10     | 8      | 57     | 48     | +9 |
| Totale           | 58    | 17      | 9       | 6       | 2       | 33      | 18      | 17           | 7            | 4            | 6            | 24           | 30           | 34     | 16     | 10     | 8      | 57     | 48     | +9 |

### Andamento in campionato
| Giornata  | 1 | 2 | 3 | 4 | 5 | 6 | 7 | 8 | 9 | 10 | 11 | 12 | 13 | 14 | 15 | 16 | 17 | 18 | 19 | 20 | 21 | 22 | 23 | 24 | 25 | 26 | 27 | 28 | 29 | 30 | 31 | 32 | 33 | 34 |
| --------- | - | - | - | - | - | - | - | - | - | -- | -- | -- | -- | -- | -- | -- | -- | -- | -- | -- | -- | -- | -- | -- | -- | -- | -- | -- | -- | -- | -- | -- | -- | -- |
| Luogo     | C | T | C | T | C | T | T | C | T | C  | T  | C  | T  | C  | T  | C  | T  | T  | C  | T  | C  | T  | C  | C  | T  | C  | T  | C  | T  | C  | T  | C  | T  | C  |
| Risultato | V | V | P | P | V | P | P | V | V | V  | N  | N  | P  | N  | V  | P  | N  | V  | V  | V  | V  | V  | V  | V  | N  | N  | V  | N  | N  | N  | P  | N  | P  | V  |
| Posizione | 2 | 3 | 5 | 8 | 8 | 9 | 9 | 8 | 7 | 7  | 7  | 7  | 7  | 7  | 7  | 9  | 9  | 8  | 6  | 5  | 4  | 4  | 4  | 4  | 4  | 4  | 4  | 4  | 4  | 4  | 4  | 4  | 4  | 4  |

Legenda:

Luogo: C = Casa; T = Trasferta. Risultato: V = Vittoria; N = Pareggio; P = Sconfitta.

### Statistiche dei giocatori
| M. Abele     | 27 | 0  | 7 | 1 |
| N. Adami     | 1  | 0  | 0 | 0 |
| J. Ammann    | 24 | 2  | 1 | 0 |
| Y. Bahssou   | 17 | 2  | 0 | 0 |
| T. Bauer     | 31 | 7  | 3 | 1 |
| C. Böcher    | 27 | 0  | 7 | 0 |
| R. Dressler  | 12 | 5  | 1 | 0 |
| M. Gollasch  | 25 | 5  | 4 | 0 |
| C. Henel     | 20 | 1  | 1 | 0 |
| K. Knödler   | 33 | 0  | 2 | 0 |
| A. Krettek   | 8  | 0  | 0 | 0 |
| M. Metzger   | 30 | 2  | 3 | 0 |
| N. Müller    | 16 | 0  | 1 | 0 |
| L. Oppermann | 18 | 4  | 2 | 0 |
| S. Oswald    | 0  | 0  | 0 | 0 |
| N. Pantano   | 6  | 0  | 0 | 0 |
| M. Röser     | 28 | 3  | 5 | 1 |
| S. Rösner    | 32 | 5  | 3 | 0 |
| M. Schürg    | 30 | 11 | 5 | 0 |
| M. Stark     | 16 | 0  | 2 | 1 |
| V. Szalai    | 1  | 0  | 0 | 0 |
| D. Toch      | 29 | 6  | 0 | 0 |
| R. Tusha     | 3  | 0  | 0 | 0 |
| K. Wittke    | 31 | 3  | 1 | 1 |